# Better Man (filme)
Better Man é um filme musical biográfico de 2024 coescrito, produzido e dirigido por Michael Gracey sobre a vida do cantor britânico Robbie Williams. Williams é retratado como um chimpanzé antropomórfico com imagens geradas por computador (CGI), interpretado por Jonno Davies usando captura de movimento, e dublado por Williams e Davies. Steve Pemberton, Kate Mulvany, Alison Steadman e Damon Herriman também estrelam.
Better Man estreou no 51º Festival de Cinema de Telluride em 30 de agosto de 2024, e foi lançado nos Estados Unidos em 25 de dezembro de 2024 e na Austrália e no Reino Unido em 26 de dezembro. O filme recebeu críticas positivas dos críticos, e no 97º Oscar, o filme foi indicado para melhores efeitos visuais.

## Enredo
O filme conta a história de vida do cantor Robbie Williams, mas com Robbie retratado como um chimpanzé antropomórfico animado por CG porque, como ele mesmo diz, ele sempre se sentiu "menos evoluído do que as outras pessoas". Nenhum outro personagem comenta sobre sua aparência, o que implica que essa representação reflete a autopercepção e o estado de espírito de Robbie.

## Elenco
- Robbie Williams como ele mesmo (narração e voz)
  - Jonno Davies como Robbie Williams (voz e captura de movimento)
  - Adam Tucker fornece vocais adicionais para Robbie
  - Carter J. Murphy dá voz ao jovem Robbie
- Steve Pemberton como Peter Williams/Conway, pai de Robbie
- Kate Mulvany como Janet Williams, mãe de Robbie
- Alison Steadman como Betty Williams, avó de Robbie
- Damon Herriman como Nigel Martin-Smith, o empresário da banda Take That
- Raechelle Banno como Nicole Appleton, membro do All Saints e noiva de Robbie
- Jake Simmance como Gary Barlow, um membro do Take That
- Liam Head como Howard Donald, um membro do Take That
- Jesse Hyde como Mark Owen, um membro do Take That
- Chase Vollenweider como Jason Orange, um membro do Take That
- Tom Budge como Guy Chambers, parceiro de composição de Robbie
- Leo Harvey-Elledge como Liam Gallagher, o vocalista do Oasis
- Chris Gun como Noel Gallagher, irmão de Liam e membro do Oasis
- Anthony Hayes como Chris Briggs
- Frazer Hadfield como Nate
- John O'May como Terry Swinton

## Produção

### Desenvolvimento
O projeto foi anunciado pela primeira vez em fevereiro de 2021 como co-escrito e dirigido por Michael Gracey com Oliver Cole e Simon Gleeson também tendo créditos de co-roteirista, e Gracey também produzindo ao lado de Jules Daly para Big Red Films e Craig McMahon para McMahon International. Mais tarde naquele ano, foi relatado que o financiamento também veio por meio do Producer Offset do governo australiano e dos programas de incentivo da Film Victoria. O filme é distribuído na Austrália e na Nova Zelândia pela Roadshow Films com vendas internacionais administradas pela Rocket Science.
Descrito como um musical satírico, o projeto é relatado para cobrir três décadas do estrelato de Robbie Williams, desde seu primeiro sucesso no combo de música popular Take That até os altos e baixos de sua carreira. O projeto foi relatado para "reinterpretar e recontextualizar" algumas de suas canções.

### Escolha do elenco
Williams descreveu o processo de filmagem como "super estranho" porque ele se encontrava sentado "maquiado e a moça que interpreta sua avó está sentada ao seu lado, e as pessoas interpretando sua mãe e seu pai". Williams é retratado e dublado por Jonno Davies como um chimpanzé CGI, usando tecnologia de captura de movimento, enquanto o próprio Williams narra o filme e também fornece sua voz na cena final do filme. Enquanto Williams regravou muitas de suas canções apresentadas no filme, o vocalista Adam Tucker fornece vocais adicionais, incluindo "My Way" e "She's the One" (com Kayleigh McKnight).
Outros membros do elenco incluem Steve Pemberton, Alison Steadman, Anthony Hayes, Damon Herriman e Kate Mulvany, com os companheiros de banda de Williams no Take That interpretados por Jake Simmance (Barlow), Liam Head (Donald), Jesse Hyde (Owen) e Chase Vollenweider (Orange). Os efeitos visuais foram fornecidos pela Wētā FX.

### Filmagem
A gravação ocorreu no Docklands Studios Melbourne, em maio e junho de 2022. As filmagens de cenas de shows de seu show "Live At The Albert" em 2001 foram filmadas no Royal Albert Hall em Londres durante as apresentações de Williams em 6 e 7 de novembro de 2022. O público pôde comprar ingressos a preços promocionais para comparecer em trajes de gala aos shows. As filmagens também ocorreram em Londres em março de 2023.

## Lançamento
Better Man estreou no Festival de Cinema de Telluride e também foi exibido no Festival Internacional de Cinema de Toronto em 10 de setembro de 2024. Além disso, o filme abriu o 55º Festival Internacional de Cinema da Índia em 20 de novembro de 2024.
O filme foi lançado nos cinemas em 26 de dezembro de 2024 na Austrália pela Roadshow Films e no Reino Unido pela Entertainment Film Distributors. Teve um lançamento limitado nos cinemas pela Paramount Pictures nos Estados Unidos em 25 de dezembro, antes de um lançamento mais amplo em 10 de janeiro de 2025.